# بطولة غينيا بيساو الوطنية 2016
بطولة غينيا بيساو الوطنية 2016 (بالبرتغالية: Campeonato Nacional da Guiné-Bissau de 2016‏) هو موسم من بطولة غينيا بيساو الوطنية. أشرف على تنظيمه اتحاد غينيا بيساو لكرة القدم، وكان عدد الأندية المشاركة فيه 14، وفاز فيه Sport Bissau e Benfica ‏.